# Тепличный (Хакасия)
Тепличный — посёлок в Усть-Абаканском районе Республика Хакасии  Российской Федерации. Входит в состав Расцветовского сельсовета. Находится в пригородной зоне города Черногорска.

## География
Находится в Минусинской котловине, на северной окраине Абаканской степи, к югу от Подкунинской гряды,  в 12 км от райцентра посёлка городского типа Усть-Абакан, в 7 км от аэропорта города Абакана.

## История
Поселение образовано в 1920-х годах. Первоначальное название — Ферма, позднее образован Усть-Абаканский совхоз.

## Население
| 2002 | 2010  |
| ---- | ----- |
| 1500 | ↗1601 |

население — 1582 чел., в том числе русские, хакасы, чуваши, эстонцы, белорусы, калмыки.

## Инфраструктура
Личное подсобное хозяйство с зоной сельскохозяйственного использования, индивидуальная застройка усадебного типа. Число хозяйств — 428,
Основа экономики — сельское хозяйство.